# جو باير (رسامة)
جو باير (بالإنجليزية: Jo Baer)‏ هي رسامة أمريكية، ولدت في 7 أغسطس 1929 في سياتل في الولايات المتحدة.

## وصلات خارجية
- الموقع الرسمي